# 塔洛德
塔洛德（Talod），是印度古吉拉特邦萨巴坎塔县的一个城镇。总人口17472（2001年）。

## 人口
该地2001年总人口17472人，其中男性9144人，女性8328人；0—6岁人口2335人，其中男1310人，女1025人；识字率68.60%，其中男性为76.08%，女性为60.37%。